# Рефрактометрия (офтальмология)
Рефрактоме́трия — объективное определение рефракции глаза при помощи специальных приборов — глазных рефрактометров.

## Рефрактометры
Для рефрактометрии используют несколько видов рефрактометров:

### Рефрактометр Хартингера
Его основные части:
- осветительная система,
- оптическая система,
- измерительная шкала.

#### Процесс исследования
В оптическую систему введен тестовый знак в виде трех вертикальных и двух горизонтальных полосок. Лучи света от прибора направляются в исследуемый глаз и дают на его сетчатке изображение тестового знака. Оптическая система глаза относит это изображение в фокальную плоскость рефрактометра, которая при исходном положении оптики прибора (указатель измерительной шкалы на нуле) сопряжена с дальнейшей точкой ясного зрения эмметропического глаза. Тестовый знак виден исследователю через окуляр рефрактометра.
- При эмметропии оба полуизображения вертикальных и горизонтальных полосок совмещаются.
- При гиперметропии и миопии расходятся.

Вращением кольца, расположенного возле окуляра прибора, добиваются совмещения полосок и по шкале прибора определяют вид и величину рефракции глаза.
- При астигматизме горизонтальные полоски смещаются также по вертикали. Поворотом прибора вокруг горизонтальной оси устраняют расхождение полосок по вертикали и этим устанавливают прибор в одном из главных меридианов. Описанным выше способом определяют рефракцию данного меридиана, а затем, повернув прибор на 90°,— другого меридиана. Пределы измерений рефрактометра Хартингера от —20,0 до +20,0 диоптрий, точность измерения до 0,25 дптр.

### Автоматические (компьютерные) рефрактометры
Представляют собой современное компьютерное диагностическое оборудование.

#### Процесс исследования
Авторефрактометры устроены таким образом, что исследуемому в ходе рефрактометрии фиксируют голову на специальной подставке прибора, а затем предлагают смотреть вдаль.

## Источник
Рефрактометрия